# يوكا (مغنية)
يوكا (باليابانية: YUKA) هي مغنية يابانية، ولدت في 10 ديسمبر 1970 في شيوغاما في اليابان.

## وصلات خارجية
- الموقع الرسمي
- يوكا على موقع ميوزك برينز (الإنجليزية)
- يوكا على موقع ميوزك برينز (الإنجليزية)
- يوكا على موقع ميوزك برينز (الإنجليزية)
- يوكا على موقع ميوزك برينز (الإنجليزية)
- يوكا على موقع ANN person (الإنجليزية)